# 前进—民族解放社会主义组织
前进—民族解放社会主义组织（加泰罗尼亚语：Endavant - Organització Socialista d'Alliberament Nacional，缩写为OSAN）是西班牙加泰罗尼亚自治区的一个极左翼政党。该党成立于2000年，由争取行动团结纲领和一些独立人士合并而成。该党主张加泰罗尼亚独立。该党的意识形态是泛加泰罗尼亚主义、社会主义、共产主义、反法西斯主义、欧洲怀疑主义。该党的总部位于巴塞罗那。该党参与人民团结候选人的活动。目前，该党在加泰罗尼亚议会有2个席位。